# In Mysterious Ways (album)
In Mysterious Ways è un album di John Foxx, pubblicato nel settembre 1985.

## Tracce

### LP originale
1. "Stars On Fire" – 5:32
2. "Lose All Sense of Time" – 4:16
3. "Shine On" – 3:58
4. "Enter The Angel" – 3:04
5. "In Mysterious Ways" – 5:00
6. "What Kind of a Girl" – 4:40
7. "This Side of Paradise" – 4:38
8. "Stepping Softly" – 3:56
9. "Enter The Angel II" – 2:14
10. "Morning Glory" – 5:52

### Edizione CD 2001
1. "Stars On Fire" – 5:32
2. "Lose All Sense of Time" – 4:16
3. "What Kind of a Girl" – 4:40
4. "Shine On" – 3:58
5. "Enter The Angel" – 3:04
6. "In Mysterious Ways" – 5:00
7. "This Side of Paradise" – 4:38
8. "Stepping Softly" – 3:56
9. "Morning Glory" – 5:52
10. "Enter The Angel II" – 2:14

tracce bonus
1. "Lumen de Lumine" – 2:36
2. "Hiding in Plain Sight" – 5:52
3. "City of Light" – 3:38   in copertina "City of Lights".

### 2008 CD Deluxe

#### CD 1
1. "Stars On Fire" – 5:32
2. "Lose All Sense of Time" – 4:16
3. "Spin Away" – 6:43
4. "Shine On" – 3:58
5. "Enter The Angel" – 3:04
6. "In Mysterious Ways" – 5:00
7. "What Kind of a Girl" – 4:40
8. "Stepping Softly" – 3:56
9. "Enter The Angel II" – 2:14
10. "Morning Glory" – 5:52

#### CD 2
1. "This Side of Paradise" – 4:38
2. "Enter the Angel" (alternative version) – 3:38
3. "To Be With You" (alternative version) – 4:41
4. "And the Sky" – 4:34
5. "Magic" – 3:35
6. "Hiding in Plain Sight" – 5:51
7. "Shine On" (alternative version) – 5:03
8. "City of Light" – 3:37
9. "Lumen de Lumine" – 2:36

## Formazione
- Robin Simon - chitarra
- Wix - batteria
- Randy Hope-Taylor - basso elettrico
- John Foxx - voce, tastiere, chitarre (vengono anche accreditati "altri strumenti")
- Sadenia Reader - cori
- Peter Oxendale - tastiere
- David Levy - basso elettrico
- Barry Watts - batteria